# Christopher Paolini
Christopher Paolini (* 17. listopadu 1983 Los Angeles) je americký spisovatel, autor knih Eragon, Eldest, Brisingr, Inheritance, Poutník, čarodějnice a červ a Murtagh. Tyto knihy jsou (až na Poutník, čarodějnice a červ, který na tuto tetralogii navazuje, ale je brán jako samostatný titul) součástí Odkazu Dračích jezdců. Svou první knihu Eragon začal psát ve svých patnácti letech, v roce 1998. Kniha byla vydána roku 2002. Třetí díl, Brisingr měl být závěrečný, ale nestalo se tak. Čtvrtý díl, Inheritance, se v USA a na dalších vybraných trzích objevil 8. listopadu 2011; v ČR vyšel v březnu 2012. Román Poutník, čarodějnice a červ byl vydán roku 2019. Příběh se odehrává ve fiktivním fantasy světě Alagaësia a vypráví příběh mladého muže Eragona, který se po nalezení dračího vejce stane Dračím jezdcem, a jeho dračice Safiry. Když se král Galbatorix dozví že je v Alagaësii nový dračí jezdec, vyšle na ně razaky, podivná stvoření. V roce 2020 také vydal vesmírnou Odyseu, Spát v moři hvězd I. a II. v čele s hlavní postavou xenobioložkou Kirou Navarézovou, která následně narazí na mimozemskou civilizaci která všechno změní...
Narodil se v listopadu roku 1983 v Jižní Kalifornii. Mimo několik let strávených na Aljašce, žil se svými rodiči, mladší sestrou Angelou, kočkou a kokršpanělem v Montaně. K tvorbě ho inspirovala místní příroda a půvab zdejších měst.

## Tvorba
V této době psal krátké příběhy a rád navštěvoval knihovnu, kde četl knihy žánru fantasy. Když psal, rád se nechával inspirovat vážnou hudbou. Poslouchal například Beethovena nebo Wagnera. Svojí první verzi Eragona napsal v patnácti letech. Nikdy ji nechtěl publikovat; psal pro radost. Všechny postavy si vymýšlel, kromě čarodějnice Angely, v které najdete jeho sestru. Po několika letech tuto první verzi upravil a dal přečíst rodině. Všichni byli z díla nadšeni. Poté sjednotil grafickou úpravu knihy a navrhl i mapu, která se objevila ve vydání knihy. Spoustu času mu trvalo vytvořit na počítači obrázek oka dračice Safiry. Kniha přišla poprvé do tisku. Objevila se v knihovnách a školách. V roce 2002 byla kniha vydána v rodinném nakladatelství jeho rodičů, Paolini International LLC. Kniha poté vyšla v nakladatelství Knopf Books for Young Readers a dalších v jednotlivých překladech. U nás vyšla v nakladatelství Fragment. Paolini o příběhu tvrdí, že ho změnil stejně jako hlavního hrdinu Eragona.